# Prix littéraires du Gouverneur général 1985
Liste des Prix littéraires du Gouverneur général pour 1985, chacun suivi des finalistes.

## Français

### Prix du Gouverneur général: romans et nouvelles de langue française
- Fernand Ouellette, Lucie ou un midi en novembre
- Louise Bouchard, Les Images
- Jean-Paul Fugère, Popa moman et le saint homme
- Suzanne Paradis, La Ligne bleue

### Prix du Gouverneur général: poésie de langue française
- André Roy, Action writing
- Anne-Marie Alonzo, Bleus de mine
- François Charron, La vie n'a pas de sens
- Patrice Desbiens, Dans l'après-midi cardiaque
- Paul Chanel Malenfant, Les Noms du père, suivi de Lieux dits: Italique

### Prix du Gouverneur général: théâtre de langue française
- Maryse Pelletier, Duo pour voix obstinées
- Michel Marc Bouchard, La Poupée de Pélopia
- Francine Noël, Chandeleur

### Prix du Gouverneur général: études et essais de langue française
- François Ricard, La Littérature contre elle-même
- Lysiane Gagnon, Chroniques politiques
- Hélène Pelletier-Baillargeon, Marie Gérin-Lajoie

## Anglais

### Prix du Gouverneur général: romans et nouvelles de langue anglaise
- Margaret Atwood, The Handmaid's Tale
- Sharon Butala, Queen of the Headaches
- Keath Fraser, Foreign Affairs
- David Adams Richards, Road to the Stilt House

### Prix du Gouverneur général: poésie de langue anglaise
- Fred Wah, Waiting for Saskatchewan
- Lorna Crozier, The Garden Going on Without Us
- Richard Lush, A Manual for Lying Down
- Anne Szumigalski, Instar

### Prix du Gouverneur général: théâtre de langue anglaise
- George F. Walker, Criminals in Love
- David French, Salt-water Moon
- Margaret Hollingsworth, War Babies (in Willful Acts: Five Plays)
- Ken Mitchell, Gone the Burning Sun

### Prix du Gouverneur général: études et essais de langue anglaise
- Ramsay Cook, The Regenerators: Social Criticism in Late Victorian English Canada
- Michael D. Behiels, Prelude to Quebec's Quiet Revolution: Liberalism versus Neo-nationalism
- John Herd Thompson, Canada 1922-1939: Decades of Discord
- P.B. Waite, The Man from Halifax: Sir John Thompson, Prime Minister